# Montréal-Est
Montréal-Est (engelska: Montreal East) är en stad (kommun av typen ville) i provinsen Québec i Kanada. Den ligger i regionen Montréal, i den sydöstra delen av landet, 170 km öster om huvudstaden Ottawa. Antalet invånare var 4 394 vid folkräkningen 2021.